# 李传广
李传广（1961年—），山东青州人，中国人民解放军中将军衔，曾任中国人民解放军火箭军副司令员。中共第十九届中央委员会委员。

## 生平
长期在第二炮兵部队服役，曾任第二炮兵某基地参谋长、96301部队部队长等职。2016年5月，任中国人民解放军火箭军副司令员。2016年7月，任中国人民解放军火箭军参谋长。2017年12月，再任火箭军副司令员。
2009年授少将军衔。2017年授中将军衔。
2023年12月29日，李传广被免除第十四届全国人民代表大会代表职务，疑似与火箭军腐败案有关。